# Marcus Graham

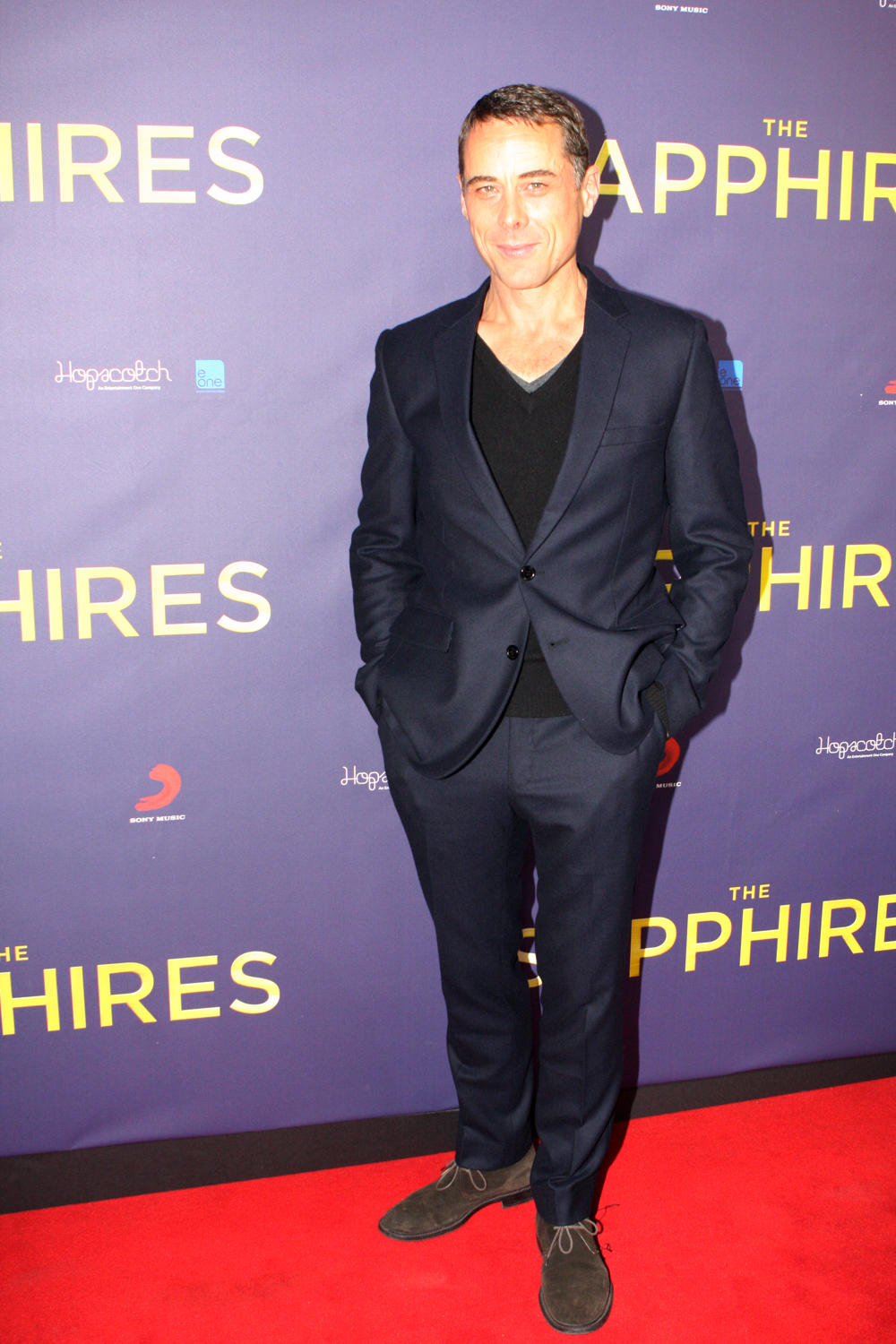
Marcus Graham

Marcus Graham (ur. 11 października 1963 w Perth) – australijski aktor filmowy, teatralny i telewizyjny.

## Życiorys
Urodził się w Perth, w Australii Zachodniej jako syn aktora Rona Grahama. W 1983 ukończył Western Australian Academy of Performing Arts.
W 2006 otrzymał nagrodę za rolę Pilgrima Bonda w serialu Channel 7 Policjanci z Mt. Thomas (Blue Heelers).
Grywał na scenie w przedstawieniach: The Rocky Horror Show autorstwa Richarda O’Briena, The Blue Room Davida Hare, Niebezpieczne związki w Melbourne Theatre Company czy Perykles, książę Tyru z Bell Shakespeare Company (2009).
W latach 1987-89 był związany z Nicole Kidman.

## Filmografia

### Filmy fabularne
- 1987: Niebezpieczna gra (Dangerous Game) jako Jack
- 1990: Cienie serca (Shadows of the Heart) jako Vic Hanlon
- 1991: Ratbag Hero jako Unc
- 1995: Zwierzęcy instynkt 3 (Animal Instincts III) jako Stone Chill
- 2001: Nicolas jako Nicolas
- 2001: Mulholland Drive jako Vincent Darby
- 2003: Horseplay jako Max MacKendrick
- 2004: Josh Jarman jako Josh Jarman
- 2005: Cool jako Stephen
- 2008: Trzy białe myszki (Three Blind Mice) jako John

### Seriale TV
- 1985: Szczęście życia (A Fortunate Life)
- 1989: Ulica E (E Street) jako Stanley "Wheels" Kovac
- 1991: G.P. jako Sean Bracey
- 1997-98: Dobre chłopaki, złe chłopaki (Good Guys Bad Guys) jako
- 1998: Grzechy miasta (Sins of the City) jako Elvis Maginnis
- 2000: Czarodziejki (Charmed) jako Dragon Warlock
- 2000: Policjanci z Mt. Thomas (Blue Heelers) jako Pilgrim Bond
- 2007: Głupi, głupi  (Stupid Stupid Man) jako James
- 2008: Porachunki (Underbelly) jako Lewis Caine
- 2008: Czas Trackera (Time Trackers) jako Kevin
- 2011: Luz (Laid) jako Telly
- 2011: Miasto wydziału zabójstw (City Homicide) jako Michael Lombardi
- 2011: SLiDE jako Patrick
- 2011: Crownies jako Danny Novak
- 2011-2014: Zatoka serc (Home & Away) jako Harvey Ryan
- 2014: Janet King jako Danny Novak
- 2015: Hiding jako Nils Vandenberg